# 14036 Yasuhirotoyama
14036 Yasuhirotoyama este o planetă minoră (asteroid), cu un diametru de 6,896 km, din centura de asteroizi. A fost descoperită pe 5 martie 1995 la Mount Nyūkasa⁠(d) de Masanori Hirasawa⁠(d). 
Obiectul prezintă o orbită caracterizată de o semiaxă mare de 2,8072437 UAi, o excentricitate de 0,09, o înclinație de 8,06692 ° în raport cu ecliptica.